# La fortuna dell'irlandese
La fortuna dell'irlandese (The Luck of the Irish) è un film muto del 1920 diretto da Allan Dwan e interpretato da James Kirkwood e da Anna Q. Nilsson. La sceneggiatura si basa sul romanzo The Luck of the Irish di Harold MacGrath, pubblicato a New York nel 1917.

## Trama

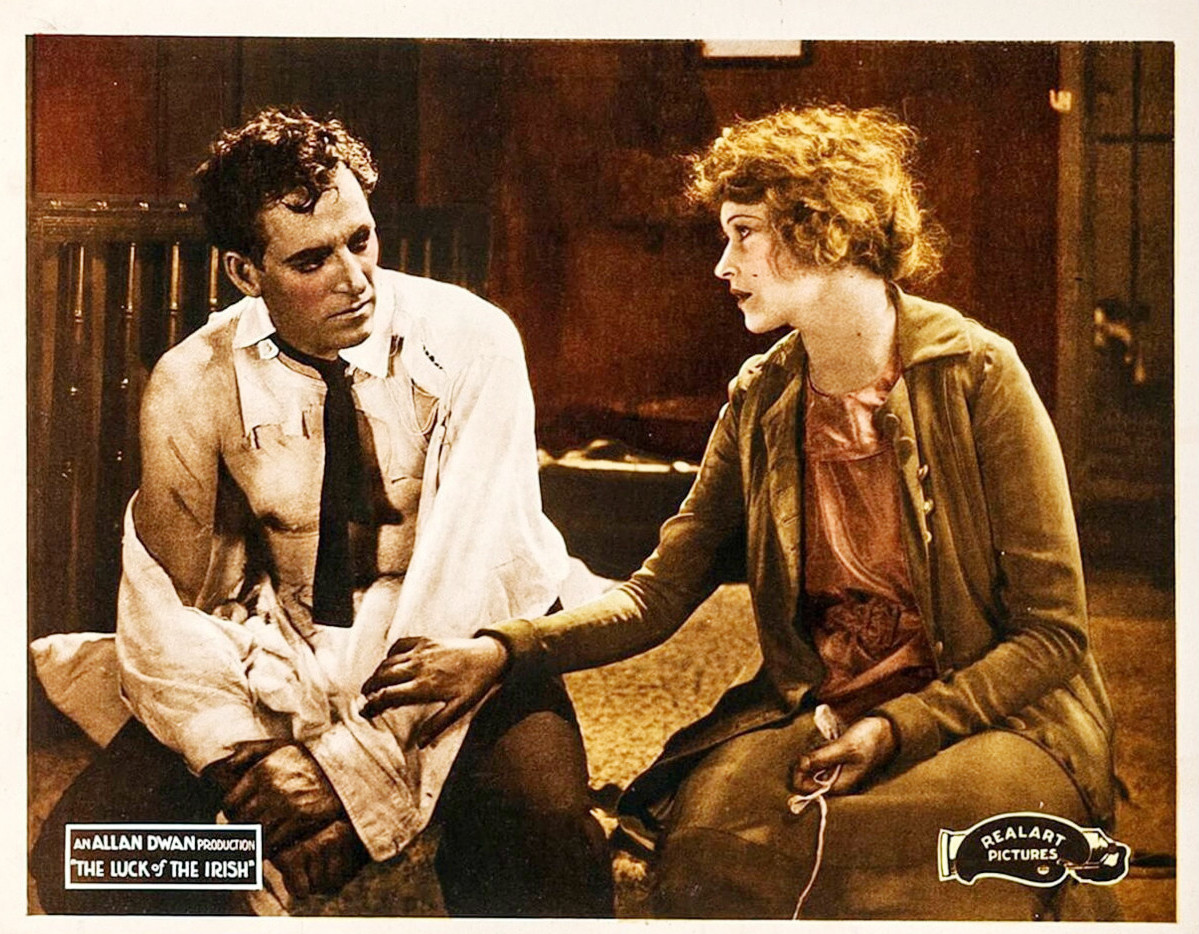
James Kirkwood e Anna Q. Nilsson

A New York, l'idraulico di origine irlandese William Grogan vive sbirciando la vita degli altri dalla finestrella del suo scantinato. Un giorno vede passare un bel paio di scarpe, indossate da un bel paio di piedi: William è colpito dal classico colpo di fulmine e cade innamorato. La proprietaria di quei piedi è Ruth Warren, una giovane maestra di scuola che è corteggiata da Norton Colburton, un dissoluto playboy. Ruth è in procinto di sposare Colburton ma, all'ultimo momento, lo lascia: decide di andarsene e si imbarca su un piroscafo. Sulla nave, conosce Grogan che, nel frattempo, è diventato ricco, avendo ereditato una fortuna. L'ex idraulico riconosce i piedi che lo avevano tanto colpito e si innamora della loro proprietaria. I due fanno amicizia e proseguono il viaggio insieme, spiati da uno scagnozzo che segue Ruth per conto di Colburton. Nelle città che visitano, Grogan viene assalito più volte, mentre Colburton cerca di avvicinare l'ex fidanzata. Riesce a rapirla per poi tenerla prigioniera in un bordello. Ma Grogan riesce a ritrovare la ragazza e a metterla in salvo. I due innamorati decidono allora di sposarsi il prima possibile.

## Produzione
Il film fu prodotto dalla Allan Dwan Productions, una piccola compagnia fondata dal regista Allan Dwan che operò solo tre anni, dal 1919 al 1922, e dalla Mayflower Photoplay Company.

## Distribuzione

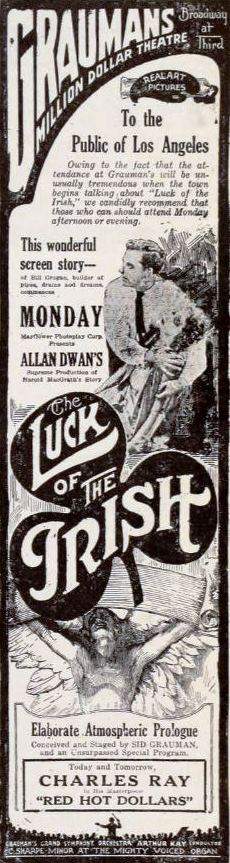
Pubblicità sull' Exhibitors Herald (31 gennaio 1920)

Il copyright del film, richiesto dalla Mayflower Photoplay Corp., fu registrato il 31 dicembre 1919 con il numero LP14704. Distribuito dalla Realart Pictures, il film uscì nelle sale cinematografiche statunitensi nel febbraio 1920. In Italia, ribattezzato con il titolo La fortuna dell'irlandese, fu distribuito nel 1924 con il visto numero 19490.
Non si conoscono copie ancora esistenti della pellicola che viene considerata presumibilmente perduta.